# 克勒兹河畔比索站
克勒兹河畔比索站，是法国的一个铁路车站，位于法国中部市镇阿安（Ahun）。

## 位置
克勒兹河畔比索站位于阿安（Ahun）市区的北部，因靠近克勒兹河畔比索村（Busseau-sur-Creuse）而得名，蒙吕松－圣叙皮斯铁路铁路线的389.756公里处，距离盖雷站大约15公里。车站大致呈东西走向，开口朝南。
由于克勒兹河畔比索站所在地距离阿安市区较远，加之周边道路相对狭窄，车辆不易进入，因此使用该站的人数并不多。

## 设施
克勒兹河畔比索站是一个无人看守的乘降所，原有的站房已另作他用，现没有任何售票设施，在该站上车的乘客需主动购票或使用通勤卡。此外，克勒兹河畔比索站站内没有人行天桥或地下通道，前往蒙吕松和费勒坦方向站台的乘客需横穿铁路正线前往，因此该站存在一定的安全隐患。

## 站台设置
| 北↑ |             |        |                           |
|     |             | 存车线 |                           |
|     | 岛式        |        |                           |
|     |             |        | 蒙吕松城站、菲勒坦站方向→ |
|     |             |        | ←利摩日贝尼迪克坦站方向   |
|     | 侧式 主站房 |        |                           |
| 南↓ |             |        |                           |

## 停靠线路
以下列车线路在克勒兹河畔比索站停靠：
| 克勒兹河畔比索站列车线路表    |      |        |                 |              |
| 线路                          | 车种 | 上一站 | 下一站          | 大致运行频率 |
| 利摩日贝尼迪克坦站—蒙吕松城站 | TER  | 盖雷站 | 帕尔萨克-古宗站 | 每天3趟左右  |
| 利摩日贝尼迪克坦站—菲勒坦站   | TER  | 盖雷站 | 拉瓦韦雷明站    | 每天1趟      |
| 1. 2.                         |      |        |                 |              |

## 配套交通

### 长途客车
克勒兹河畔比索站附近没有任何的长途客运线路经过。当铁路线施工或罢工时，临时性的大巴车将停靠阿安市区。

### 市内交通
克勒兹河畔比索站附近暂无城市公共交通线路经过

### 社会车辆
克勒兹河畔比索站门口可停靠少量社会车辆。

## 临近车站
| 克勒兹河畔比索站（Gare de Busseau-sur-Creuse） |                      |                 |
| 上行车站                                       | 线路                 | 下行车站        |
| 盖雷站                                         | 蒙吕松－圣叙皮斯铁路 | 帕尔萨克-古宗站 |
| （起点）                                       | 比索－于塞勒铁路     | 拉瓦韦雷明站    |
| - 本表仅显示运营中的线路及车站                 |                      |                 |